# Elizabeth Daily
Elizabeth Ann Guttman (11 de septiembre de 1961, Los Ángeles), más conocida como Elizabeth Daily o E.G. Daily, es una cantante, actriz, actriz de voz, compositora y artista estadounidense. Es conocida por ser la voz de Tommy Pickles en Rugrats y Rugrats: más grandes y traviesos, de Bellota en Las chicas superpoderosas, Knothead en El Nuevo Show Del Pájaro Loco y de Steve en la serie Jorge, el curioso.

## Biografía

### Actriz
Esta californiana es hija de Alex y Hellen Guttman. Su papel más importante ha sido el de Rugrats (1991-2004) y su secuela Rugrats: más grandes y traviesos (2003-2008), donde interpretó al protagonista. Anteriormente apareció en el videoclip de Rod Stewart Young turks, en Valley Girl (1983), en Streets of Fire (1984), en La gran aventura de Pee-Wee (1985) y en Loverboy (1989). En 1985 hizo un cameo en la película Better Off Dead -protagonizada por John Cusack- y en A little luck. También, ese mismo año, tuvo un pequeño papel en Fandango, junto a Kevin Costner.
También ha interpretado a Bellota en The Powerpuff Girls (1998-2004), a Rudy Tabootie en Zona Tiza (2002-2004), Dizzy Flores en la serie Roughnecks: las crónicas de las brigadas del espacio (1999), y como Wacho en el videojuego estilo RPG Baten Kaitos Origins.
Hizo un cameo en Friends en 1997, donde interpretó a una compañera de canto de Phoebe, y doce años más tarde apareció en la película de Rob Zombie The Devil's Rejects (2005) como Candy, una prostituta entusiasta.
En 2006, Daily interpretó a la pingüino Baby Mumble en Happy Feet. También interpretó a varios personajes en la serie En busca del valle encantado: Ali, un nuevo amigo de Rhett, y Shorty, el hermano adoptivo de Piecito.

### Carrera de cantante
Daily firmó con A&M Records en 1985, y trabajó con los colaboradores frecuentes de Madonna John "Jellybean" Benítez y Stephen Bray. En 1986, lanzó el sencillo R&B/Rock "Say It, Say It". Esa canción llegó al puesto #70 en los ''Billboard'' Hot 100, y el #1 en el Hot Dance Music/Club Play. Sus canciones "Shake It Up" y "I'm Hot Tonight" fueron incluidos en la banda sonora de la película Scarface. Esas mismas canciones más tarde fueron incluidas en el cartel de la estación de radio ficticia Flashback 95.6 en el videojuego Grand Theft Auto III, y también se incluyeron en el videojuego Scarface: The World Is Yours, basado en la película de 1983. Su éxito "Love in the Shadows" se publicó en la película Ladrón de Pasiones. En 1985 hizo los coros para el cantante de Human League, Philip Oakey en su álbum solista Philip Oakey & Giorgio Moroder. En el mismo año, apareció en la película Better Off Dead como miembro de una banda, cantando las canciones "One Way Love (Better Off Dead)" y "A Little Luck". Ambas canciones aparecieron en la banda sonora de la película acreditadas a E.G. Daily. En 1987 lanzó la canción "Mind Over Matter", que aparece en la película Summer School. En su canción de 1988, "Some People", de su álbum Lace Around The World, toca la guitarra y la armónica. También hizo una canción para la banda sonora de El club de los cinco llamada "Waiting". En 1999, lanzó su tercer álbum, Tearing Down The Walls. Daily lanzó una canción titulada "Changing Faces" en 2003, que se utilizó en los créditos finales de la película animada Rugrats: Vacaciones Salvajes. Lanzó un sencillo titulado "Beautiful" a través de iTunes el 29 de abril de 2008. Cantó la canción "Dawn's Theme", utilizada en el final de la película Streets, protagonizada por Christina Applegate. Entre 2003 y 2011, puso la voz en off de Jake Harper cantando la canción de Two and a Half Men.

### Vida privada
Ha estado casada con Rick Salomón entre 1995 y 2000. Tienen dos hijas, Hunter (n. 1996) y Tyson (n. 1998). 
Otras relaciones que ha mantenido han sido con Jon-Erik Hexum, de quien fue novia hasta su fallecimiento, George Clooney, Nicolas Cage, Kato Kaelin, y Andrew "Dice" Clay.

## Películas
- Disco Fever (1978)
- Funny Money (1982)
- The Escape Artist (1982)
- Wacko (1982)
- A Dark Night (1983)
- Valley Girl (1983)
- Streets of Fire (1984)
- No Small Affair (1984)
- Fandango (1985)
- La gran aventura de Pee-Wee (1985)
- Better Off Dead (1985)
- Bad Dreams (1988)
- Loverboy (1989)
- Dutch (1991)
- Dogfight (1991)
- Lorenzo's Oil (1992) (doblaje de voz para Zack O'Malley)
- The Little Rascals (1994 (voz de Jordania Warkol)
- A Goofy Movie (1995) (voz)
- The Rugrats Movie (1998) (voz)
- Babe: Pig in the City (1998) (voz)
- Gen¹³ (1999) (voz) (inédito en EE.UU., pero directo a vídeo en Europa y Australia)
- Bob's Video (2000)
- Alvin and the Chipmunks Meet the Wolfman (2000) (voz) (directo a vídeo)
- Rugrats en París: La película (2000)
- Recess: School's Out (2001) (voz)
- The Trumpet of the Swan (2001) (voz)
- La formación y el significado de We Are Family (2002) (documental)
- The Powerpuff Girls Movie (2002) (voz)
- The Country Bears (2002) (voz)
- Rugrats: Vacaciones Salvajes (2003) (voz)
- Potheads: The Movie (2005)
- The Devil's Rejects (2005)
- Cutting Room (2006)
- Mustang Sally (2006)
- Happy Feet (2006) (voz)
- National Lampoon's Pledge This! (2006)
- White Air (2007)
- El insólito's (2007)
- Gnomos y trolls: la cámara secreta (2008) (voz)
- My Sister's Keeper (2009)
- Gnomos y trolls: El Juicio Bosque (2010) (voz)
- Happy Feet 2: Erik (2011) (voz)
- 31 (2015)

## Series de TV
- Rugrats Tommy Pickles (voz)
- Powerpuff Girls Buttercup (voz)
- Zona Tiza Rudy Tabootie (voz)
- Duckman Mambo (voz)
- Bump in the Girls Germen Night (voz)
- The New Woody Woodpecker Show Knothead (voz)
- Baby Blues: una familia animada Zoe (voz)
- The New Batman Adventures: Gotham Knights Thrift Shop Manager (voz) (episodio "Beware the Creeper")
- Julius Jr. Julius Jr. (voz)
- Teenage Mutant Ninja Turtles (1987 Serie de TV) Quarx (voz) (episodio "The Child Star")
- Spicy Ciudad Nisa / Darleen (voz) (El amor es una descarga)
- Eek! The Wendy Elizabeth Cat (voz)
- Librito de la selva: Bagheera (Seasons 1 y 2) (voz)
- Quack Pack Louie (voz)
- Recess el capitán Sticky / Héctor voces adicionales (voz)
- All Grown Up! Tommy Pickles (voz)
- The Land Before Time (2008-presente)
- Friends ("The One With Phoebe Ex-Partner") - Leslie (como EG Daily)